# Paradossenus caricoi
Paradossenus caricoi là một loài nhện trong họ Trechaleidae.
Loài này thuộc chi Paradossenus. Paradossenus caricoi được miêu tả năm 1993 bởi Sierwald.